# James Drummond (4e comte de Perth)
Pour les articles homonymes, voir James Drummond et Drummond.
James Drummond, 4e comte de Perth (Écosse, 1648 - château de Saint-Germain-en-Laye, 11 mai 1716), est un homme politique britannique.

## Biographie
Dernier fils du 3e comte de Perth et de sa femme Anne, il fait ses études à l'université de St Andrews et succède à son père le 1er octobre 1675.
Un des ministres favoris du roi d'Angleterre Jacques II, membre du conseil privé (1678), chancelier d'Écosse (1684), il se montra odieux par ses violences. Retenu au château de Stirling lors de la révolution de 1688, il est y gardé prisonnier jusqu'en 1693. 
Après sa libération, il se retire à Saint-Germain où Jacques II le nomme gouverneur de son fils, le chevalier de Saint-Germain. 
Ses Lettres ont été publiées à Londres en 1845 par la Camden Society (en). 